# 우크라이나 동부 전역
우크라이나 동부 전역은 러시아의 우크라이나 침공 중 우크라이나 동부 지역을 장악하기 위한 러시아군의 전역이다.

## 같이 보기
- 키이우 공세 (2022년)
- 우크라이나 남부 전역